# Prosopis rojasiana
Prosopis rojasiana är en ärtväxtart som beskrevs av Arturo Erhardo Erardo Burkart. Prosopis rojasiana ingår i släktet Prosopis och familjen ärtväxter. Inga underarter finns listade i Catalogue of Life.